# Beateberg, Norrtälje kommun

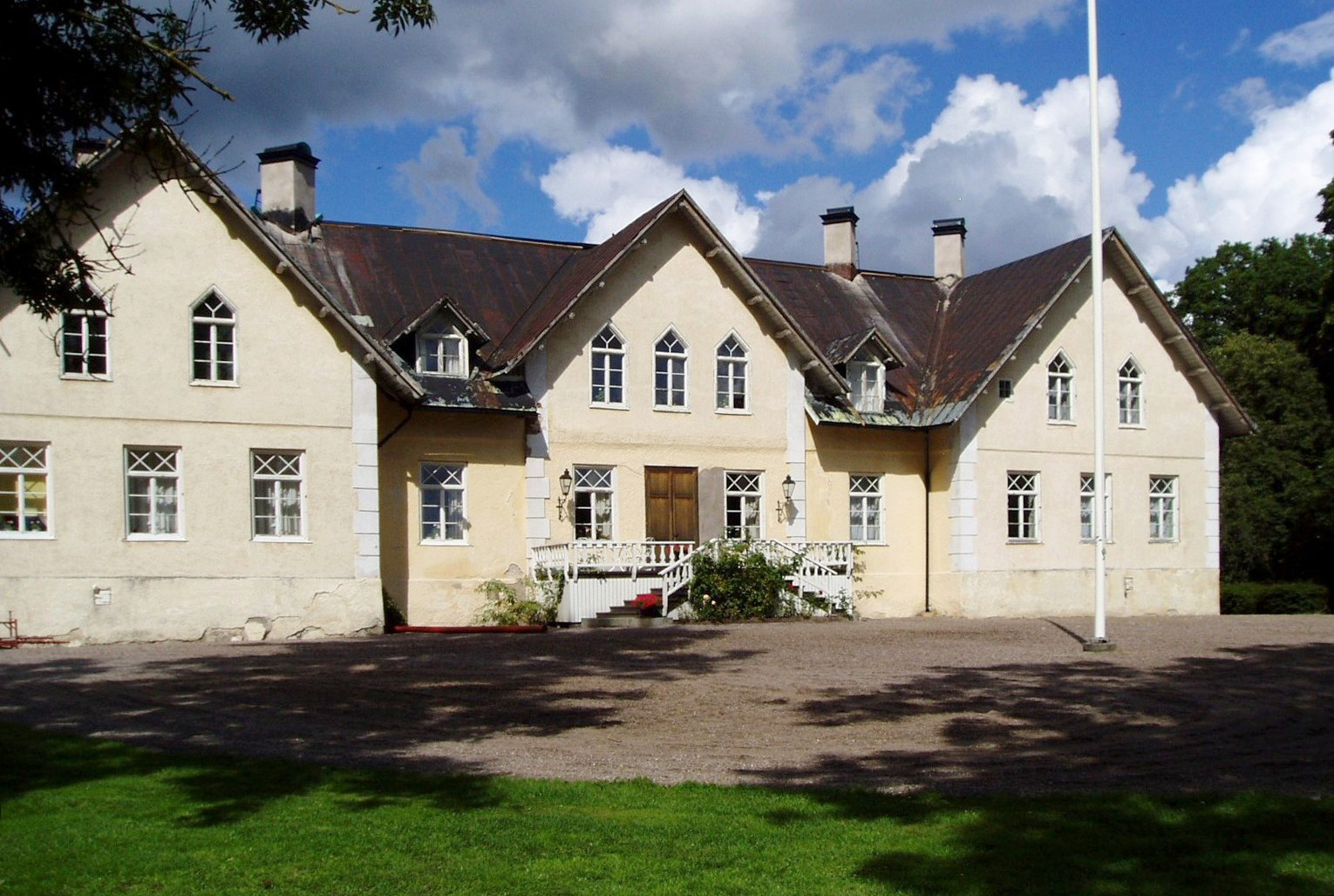
Beatebergs huvudbyggnad, 2011.

Beateberg är en herrgård och ett tidigare säteri vid sjön Viren i Rö socken i gamla Sjuhundra härad i Norrtälje kommun.

## Historik

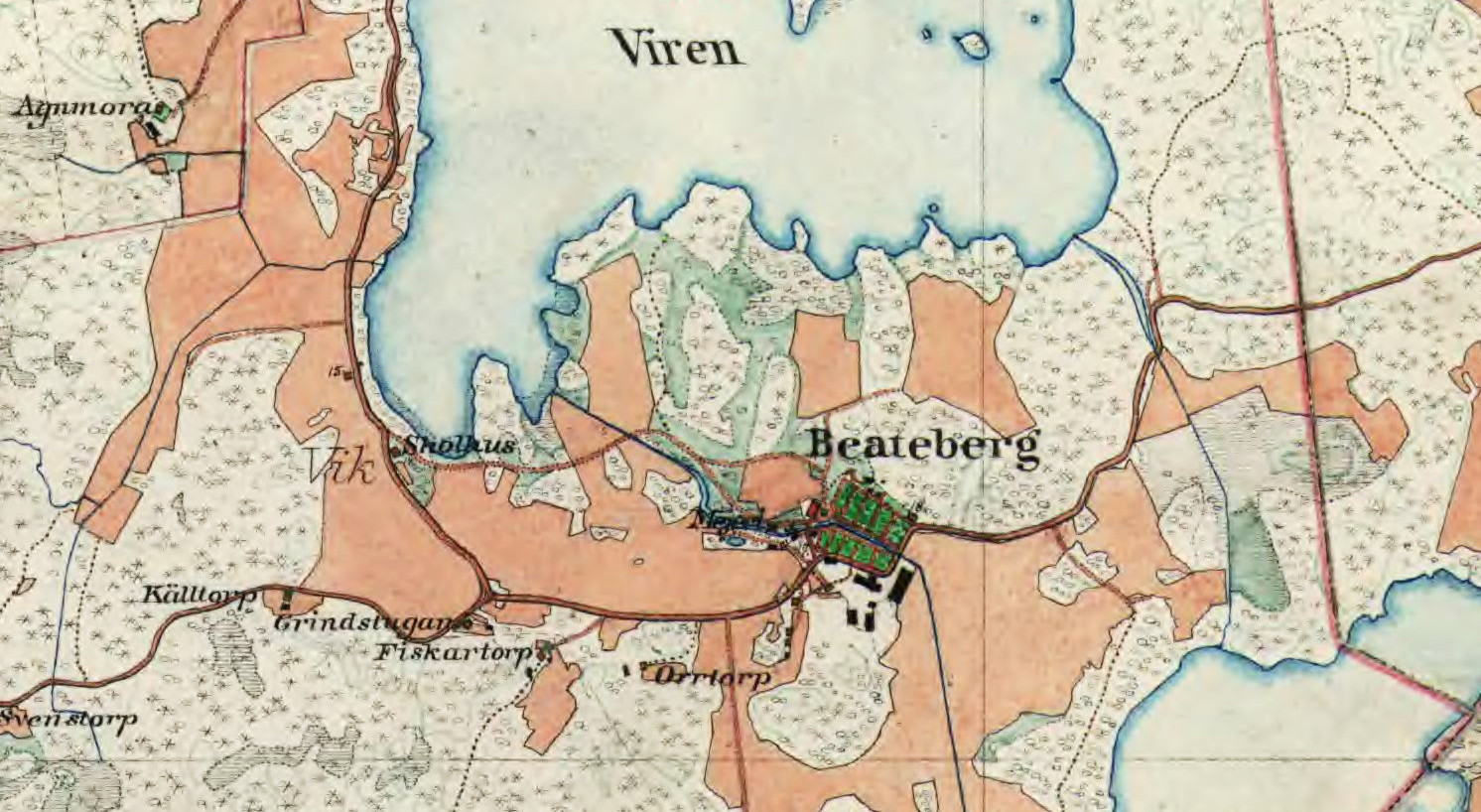
Beateberg omkring 1900.

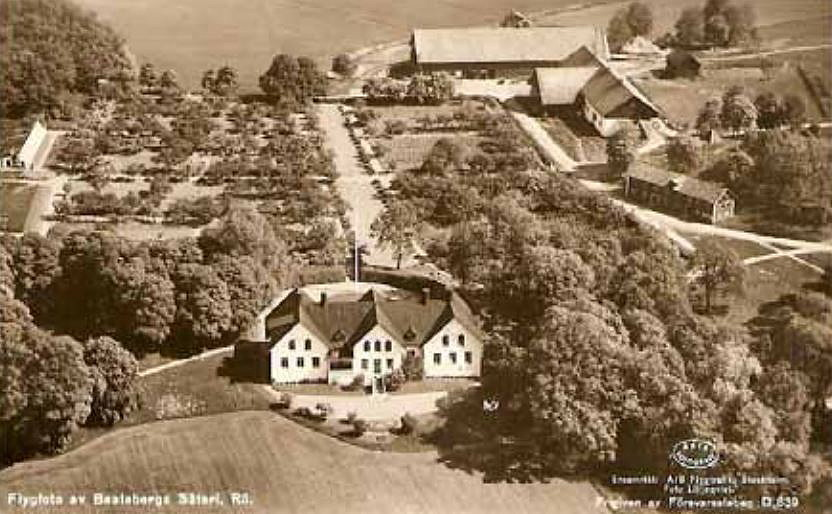
Beateberg från luften, 1952.

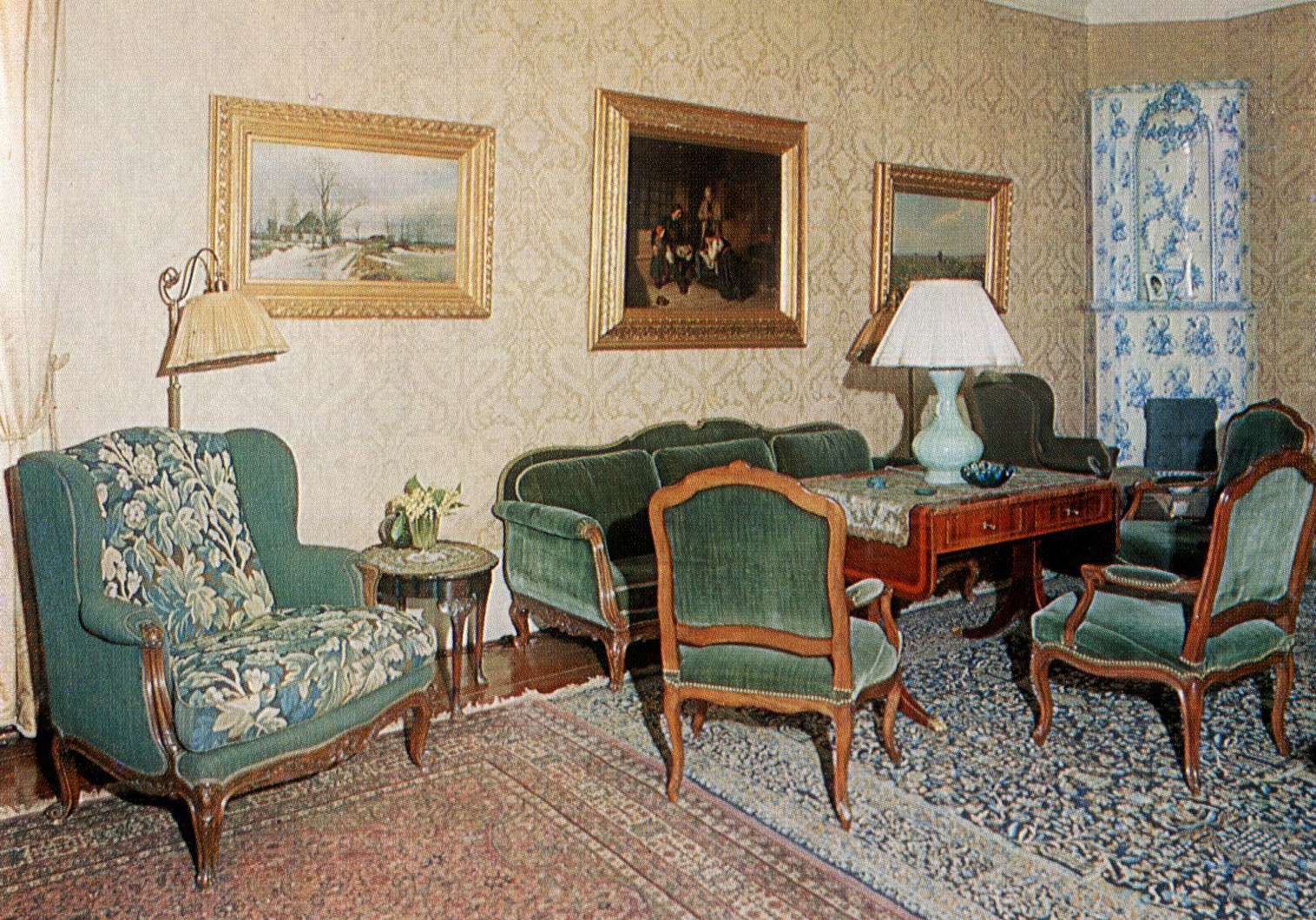
Vardagsrummet på Beateberg, 1967.

I kartor omnämns området för första gången år 1412. Det skrevs då Mylnakolle (Målnekulla) och var ett frälsetorp. Den rika åker- och ängsmarken vid sjön Virens södra sida gav goda förutsättningar för ett lönsamt jordbruk och en herrgård anlades. 
Målnekulla omdöptes 1670 till Viraberg men fick 1678 sitt nuvarande namn efter Beata Oxenstierna, dotter till greve Gabriel Bengtsson Oxenstierna, som var Beatebergs förste kände ägare. Egendomen stannade i Oxenstiernas och Torstensons släkter och övergick på 1700-talets mitt genom arv till Nils Adam Bielke. En ny mangårdsbyggnad uppfördes på 1760-talet. Han överlät 1765 Beateberg till sin svägerska Kristina Sofia Bielke. 
År 1771 förvärvades Beateberg av greven och riksrådet Sven Bunge. 1795 lät han bygga Beatebergs bruk som hade masugn och knipphammarsmedja. Anläggningen drevs av ett vattenverk intill huvudbyggnaden. Den stora och på sin tid omskrivna engelska landskapsparken anlades på initiativ hans hustru, Elsa Beata Wrede, dotter till riksrådet Fabian Wrede. Deras son, Mårten Bunge, ärvde gården och sålde den 1813 till friherren Reinhold Leuhusen (död 1853). 
År 1860 brann huvudbyggnaden och egendomen såldes 1862 till kommissionslantmätare Nils Werner. Därefter gick stället genom köp genom många händer. Nuvarande huvudbyggnad uppfördes på 1860-talet i en villastil som undanträngde den traditionella herrgårdsarkitekturen. Från 1916 och till sin död 1934 ägdes gården av konsul Thorsten Roberg och därefter av dennes änka Carolina Roberg. 1937 gick egendomen genom köp till agronomen Åke M:son Grönvall.
Mellan 1941 och 1950 ägdes Beateberg av företagaren Robert Ljunglöf, son till ”snus-kungen” Knut Ljunglöf. Under hans tid skapades den nuvarande inredningen i Beatebergs huvudbyggnad. Han utvecklade gården till ett mönsterjordbruk och hade där ett förnämligt stall med engelska fullblod samt utvidgade Beateberg till att omfatta  2 635 hektar mark, därav 275 odlad. Efter hans död 1950 innehades Beateberg av hustrun Hanna Ljunglöf, född von Bergen (1887-1974). Idag bedrivs traditionellt jordbruk med mjölkproduktion och hästverksamhet på Beatebergs Säteri.